# Norops parvicirculatus
Norops parvicirculatus är en ödleart som beskrevs av  Álvarez Del TORO och SMITH 1956. Norops parvicirculatus ingår i släktet Norops och familjen Polychrotidae. Inga underarter finns listade i Catalogue of Life.